# Marc Atili Règul Calè
Marc Atili Règul (en llatí: Marcus Atilius Regulus Calenus) va ser un magistrat romà que formava part de la gens Atília.
Va ser elegit cònsol romà l'any 335 aC amb Marc Valeri Corvus. Juntament amb el seu col·lega, va fer la guerra contra el poble dels sidicins, i va conquerir la ciutat de Cales, motiu pel qual passà a rebre el sobrenom de Calè.